# Marskramer (warenhuis)

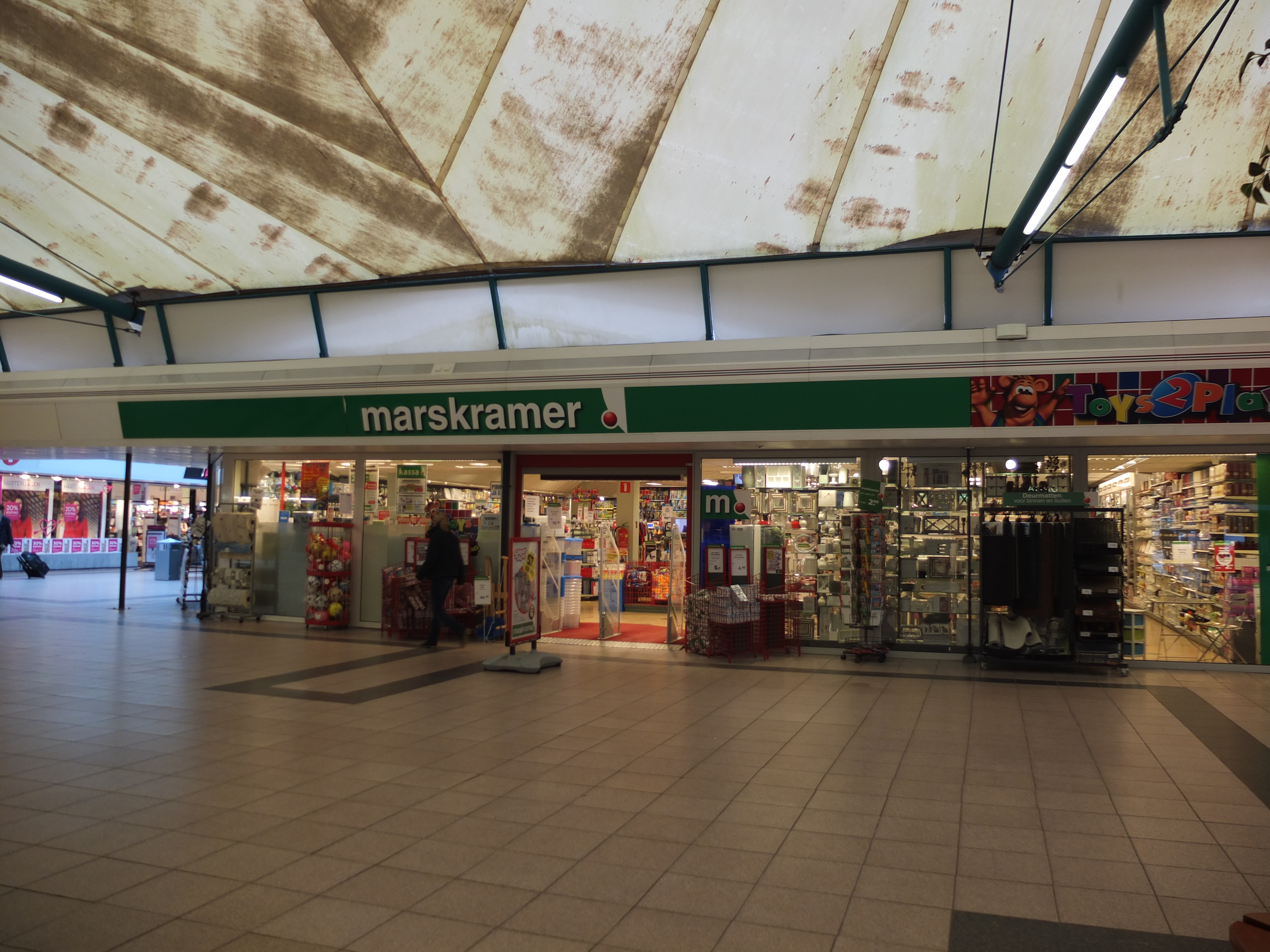
Marskramer in winkelcentrum Hoge Vucht in Breda in 2014

Marskramer is de naam van een Nederlandse winkelketen in huishoud- en speelgoedartikelen. Marskramer was een onderdeel van Blokker Holding en is sinds 2021 een onderdeel van Otto Simon.
De eerste Marskramer-vestiging werd in de jaren veertig in Rotterdam Rotterdam-Kralingen geopend; een winkeltje in schotels, potten en pannen. Er was toen grote behoefte aan goedkope, eenvoudige huishoudelijke producten.
Marskramer telde begin 2017 nog 167 vestigingen, tegenover 231 winkels in 2014. De formule kent 42 franchisefilialen. In mei 2017 bracht het Blokkerconcern plannen naar buiten om alleen met de franchisers door te gaan. De winkels die eigendom van Blokker Holding waren zijn vervolgens gesloten. Het hoofdkantoor is gevestigd in Amsterdam en het distributiecentrum van Marskramer is in Geldermalsen dat ze samen delen met Blokker. 
De Marskramerorganisatie voert ook een eigen speelgoedformule genaamd Toys2play. Toys2play is in een aantal plaatsen onderdeel van een Marskramer of Novy-winkel. Er zijn ook zelfstandige Toys2Play-winkels. 
Sinds februari 2015 richt Marskramer zich volledig op de winkelketen, de webwinkel is gesloten.
Van 2019 tot 2021 was de franchiseformule Marskramer (44 filialen) in handen van de Audaxgroep, o.a. bekend van AKO en The Read Shop. Otto Simon is sinds 2021 eigenaar van de formule. De webwinkel werd weer geopend.